# Barranc de Bitginoes
El Barranc de Bitginoes és un barranc de l'antic terme de Sapeira, actualment inclòs en el terme municipal de Tremp, al Pallars Jussà. És afluent del barranc d'Espills.
Es forma en els contraforts sud-occidentals del Tossal de l'Abadia, prop de la Masia de Sebastià, a 1.238,3. És també l'extrem nord de la Serra de les Arnes. El seu curs flueix cap al sud-sud-oest, i la seva vall s'obre entre el puig d'Espills i el poble del mateix nom, a ponent, i el Morral del Pas de Soler i la Morrera de Pas de Savina, a llevant.
S'aboca en el barranc d'Espills just a ponent de la Masia de Barravés, al sud del poble d'Espills.